# Maurerschnur

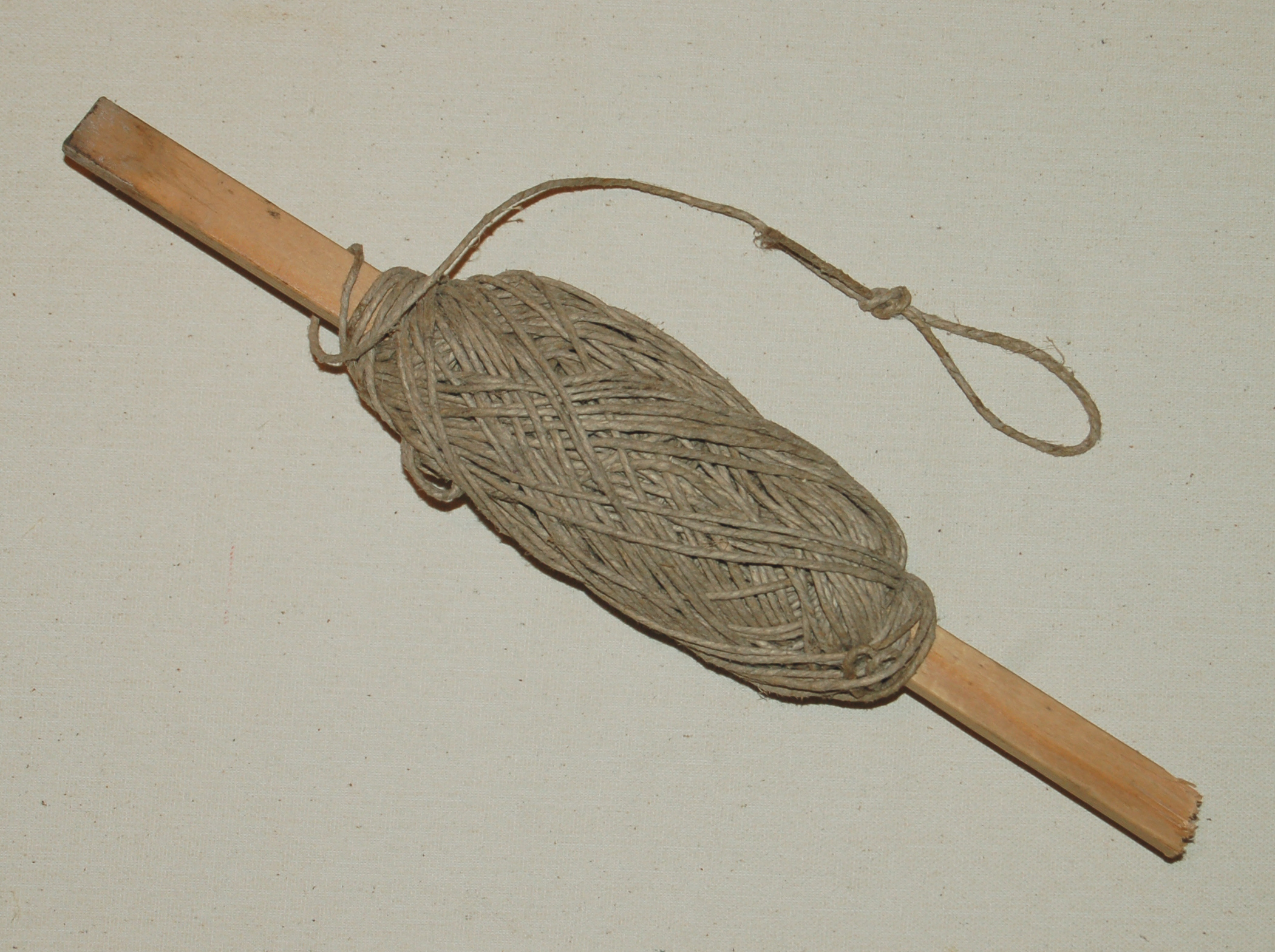
Maurerschnur (aufgewickelt)

Eine Maurerschnur (auch Richtschnur) ist eine gespannte Schnur, die von Maurern  verwendet wird, um einzelne Mauerziegel oder -steine sowohl vertikal als auch horizontal zu fluchten, also in einer „schnurgeraden“ Linie zu vermauern.

## Horizontale
Zuerst werden die Eckziegel sorgfältig gesetzt. Dann wird die Maurerschnur an der Oberkante der Ecksteine gespannt. Üblicherweise wird sie dazu an beiden Enden um je einen losen Stein gewickelt, dann wird jeder dieser Steine auf die zuvor gesetzten Ecksteine gelegt. Die Schnur verläuft dann zwischen den oberen Außenkanten der Ecksteine.

## Senkrechte
Die Senkrechte wird ermittelt, indem man ein Gewicht an das untere Ende einer Maurerschnur knotet. Dann können die dazwischenliegenden Ziegel sowohl in der Flucht als auch in der Höhe entlang der gespannten, nicht durchhängenden Schnur eingerichtet werden.

## Ecken mauern
Oft mauert man die vier Ecken eines Stockwerkes auf volle Stockwerkshöhe. Diese Ecken liefern dann die Vorgabe für das Anbringen der Maurerschnur und das Ausmauern der einzelnen Steinlagen.